# Ułazów

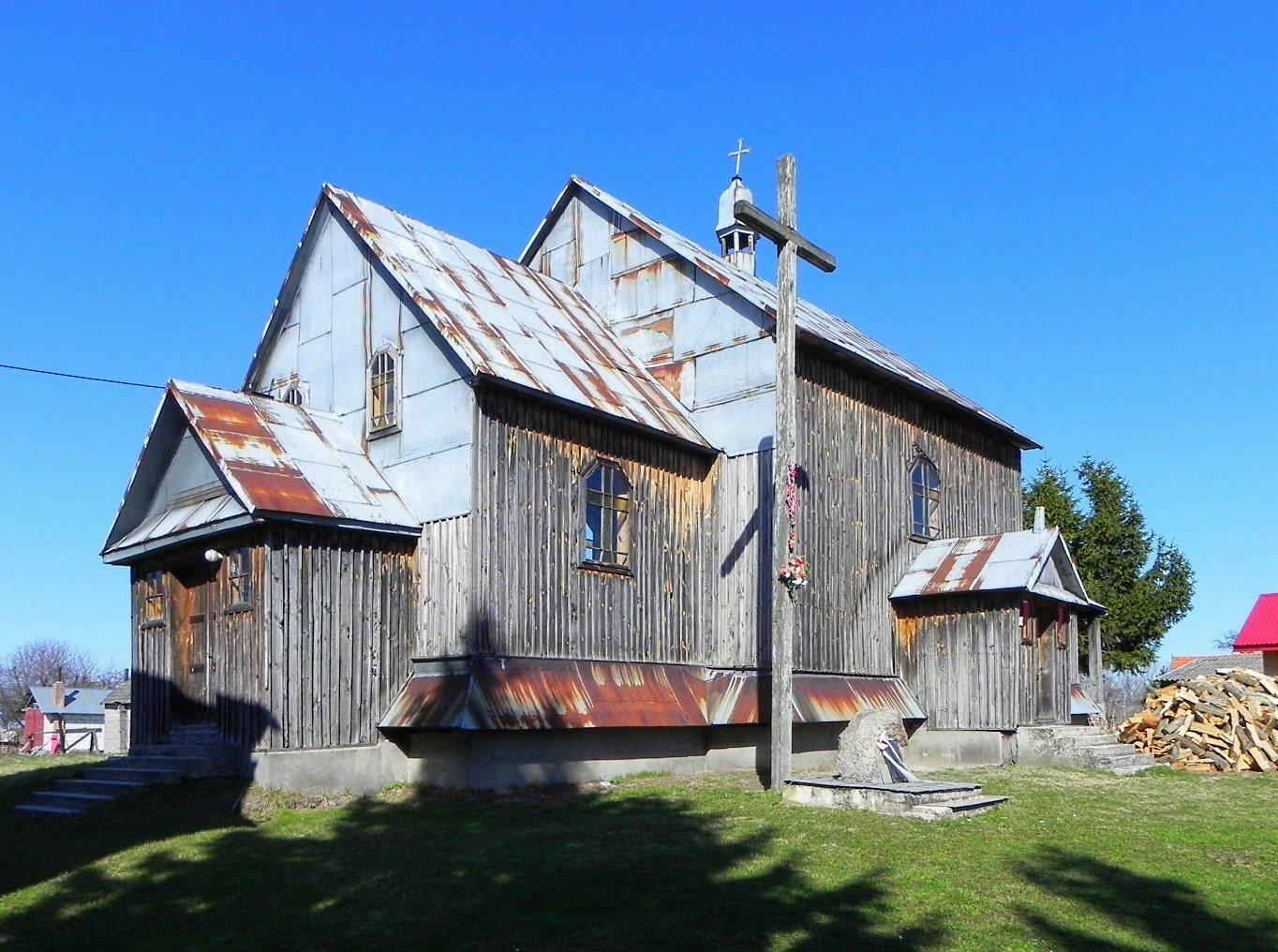
Cerkiew greckokatolicka z 1843 roku

Ułazów (w latach 1977–1981 Łominy – przyczyny zmiany nazwy niewiadome) – wieś położona na Płaskowyżu Tarnogrodzkim, w województwie podkarpackim, w powiecie lubaczowskim, w gminie Stary Dzików. Leży nad rzeczką Wirową, 7 km na północny wschód od Starego Dzikowa.
W latach 1975–1998 miejscowość administracyjnie należała do województwa przemyskiego.

## Części wsi
| SIMC    | Nazwa      | Rodzaj     |
| ------- | ---------- | ---------- |
| 0611590 | Koziejówka | przysiółek |
| 0611583 | Parachówka | część wsi  |

## Historia
Osada, wzmiankowana w 1469 roku, nazywała się wówczas Łominy i należała do Ramszów. W następnych latach nazwa wsi była wzmiankowana w regestrach poborowych, które zapisali poborcy podatkowi ziemi przemyskiej, jako: Wlasow (1531) i wieś posiadała 6½ łanów kmiecych, młyn o jednym kole i ruiny cerkwi („ecclesia deserta”, wieś należała do rzymskokatolickiej parafii w Oleszycach;
Ewlazow (1565) i wieś posiadała 5¼ łanów, 23 kmieci, 6 zagrodników, 2 zagrodników swobodnych, 3 karczmarzów, 12 bartników i popa (czyli istniała już cerkiew); Wiązow (1578) i wieś podzielona pomiędzy dwóch właścicieli (Wojnicki i Kamieniecki).
W zabudowie wsi zachowało się kilkanaście starych drewnianych domów z początków XX wieku. Pośrodku wsi znajduje się dawna cerkiew greckokatolicka, drewniana, zbudowana w 1843 roku, częściowo spalona w 1986 roku i odrestaurowana, przez wiele lat użytkowana jako kościół rzymskokatolicki, obecnie opuszczona. Opodal drewniana dzwonnica z XIX wieku i drewniany krzyż z głazem i tablicą.
Na zachodniej stronie, pod lasem, jest mały przysiółek Dąbrowa. W jego pobliżu jest głaz pamiątkowy i krzyż, ustawione w 1983 roku w miejscu śmierci gen. brygady Józefa Kustronia, dowódcy 21 dywizji piechoty górskiej, który po przegranej bitwie pod Oleszycami, z grupą oficerów i żołnierzy, liczącą niespełna 200 ludzi, przedzierał się od Starego Dzikowa ku walczącym pod Tomaszowem jednostkom Armii Kraków. Na leśnej polanie wpadli w niemiecką zasadzkę i zalegli w krzyżowym ogniu broni maszynowej, gdzie w nierównej walce poległ ranny generał z częścią żołnierzy, a reszta dostała się do niewoli. Ciało generała zabrali Niemcy i zgodnie z obietnicą, daną jego oficerom, pochowali w następnym dniu, z honorami wojskowymi, na przycerkiewnym cmentarzu w Ułazowie. W 1946 roku szczątki generała ekshumowano i przeniesiono na cmentarz w Lubaczowie, a stamtąd w 1953 roku na cmentarz wojskowy w Baligrodzie, a następnie w tym roku rodzina zabrała jego szczątki do rodzinnego Nowego Sącza.
W 1832 roku w Ułazowie urodził się Leon Studziński c. k. starosta powiatu sanockiego.
W I połowie XX wieku w Ułazowie było 410 domów.
1 października 1977 roku władze państwowe zmieniły nazwę wsi na Łominy, a w 1981 roku przywrócono nazwę Ułazów.

## Kościół

### Cerkiew Greckokatolicka
Parochia prawosławna w Ułazowie wzmiankowana jest w dokumentach lustracyjnych województwa ruskiego z lat 1564–1565. W 1668 roku Mikołaj z Granowa Sieniawski, sprzedał popowstwo cerkwi w Ułazowie Janowi Kucharskiemu.
Do 1846 roku parochia w Ułazowie posiadała cerkwie filialne w Moszczanicy i w Niemstowie, a później tylko w Niemstowie. Data budowy ostatniej cerkwi pw. św. Dymitra jest sporna, ponieważ źródła archiwalne podają lata: 1835 lub 1845. W 1901 (lub 1905) roku cerkiew została odnowiona. W 1845 roku była wizyta kanoniczna Ep. Jana Śniegórskiego, a w 1906 roku wizyta kanoniczna Ep. Konstantego Czechowicza. W latach 30. XX wieku rozpoczęto budowę murowanej cerkwi, ale budowę przerwano z powodu wybuchu wojny. Parochia należała do dekanatu oleszyckiego, a po 1918 roku do dekanatu cieszanowskiego.
Parochowie w Ułazowie.
1830(?)– ?. Tomasz Lisikiewicz.
 ?. –1866(?). Szymon Pleszkiewicz.
1868(?)–1869. Piotr Jesyp (Administrator).
1869–1905. Michał Węgrzynowicz (zmarł 14 sierpnia 1905 roku w Ułazowie).
1905–1906. Stefan Macjurak (Administrator).
1906–1919. Emilian Fedewicz.
1919–1946. Antoni Sawczyn.

### Kościół Rzymskokatolicki
Po 1947 roku dawną cerkiew zaadaptowano na kościół filialny. W 1986 roku cerkiew w wyniku pożaru została częściowo uszkodzona, ale później ją wyremontowano. Na starych fundamentach przeznaczonych pod cerkiew, zbudowano murowany kościół filialny pw. św. Jana Chrzciciela, który 20 czerwca 1993 roku poświęcił bp Jan Śrutwa. 25 grudnia 2010 roku nowy kościół, został częściowo zniszczony w wyniku pożaru. Wieś przynależy do parafii w Niemstowie.

## Oświata
Początki szkolnictwa parafialnego w Ułazowie są datowane na początek XIX wieku, gdy na jakiś czas przed 1830 rokiem, powstała przy miejscowej cerkwi szkoła parafialna (schola parochialis). W 1831 roku nauczycielami byli: Bazyli Hoszpa i Bazyli Ferens. W 1849 roku nauczycielem był Bazyli Hoszpa, a na naukę uczęszczało 98 uczniów.
W 1873 roku powstała szkoła ludowa (od 1874 roku 1-klasowa). Przydatnym źródłem archiwalnym do poznawania początków szkolnictwa w Galicji są austriackie Szematyzmy Galicji i Lodomerii, które podają wykaz szkół ludowych, wraz z nazwiskami ich nauczycieli. Początkowo szkoły wiejskie były tylko męskie, a od 1890 roku były mieszane (koedukacyjne). Od 1898 roku szkoła była 2-klasowa. Od 1893 roku szkoła posiadała nauczycieli pomocniczych, którymi byli: Józef Mańkowski (1893–1899), Emilia Kachówna (1899–1900), Stefan Hul (1900–1901 i 1904–1905), Maria Michalczewska (1902–1903), Piotr Jurczyk (1905–1906), Helena Gerulanka (1904–1905), Zofia Tohanowa (1904–1905), Aleksander Lisowski (1904–1905), Weronika Bozokowa (1906–1908), Michał Banak (1906–1910), Olga Fedewiczówna (1908–1914?), Michał Smoliniec (1912–1913), Michał Czajka (1910–1912).
W 1903 roku w przysiółku Koziejówka utworzono szkołę exponowaną (Koziejówka ad Ułazów), która w 1907 roku stała się 1-klasowa.
Nauczyciele kierujący i kierownicy
1873–1875. Posada nieobsadzona.
1875–1878. Konstanty Lewiński.
1878–1880. Jan Górski.
1880–1882. Leon Lewicki.
1882–1883. Posada nieobsadzona.
1883–1884. Władysław Strzelbicki.
1884–1885. Jadwiga Wąsowicz.
1885–1886. Elżbieta Spiczyńska.
1886–1889. Leon Lewicki.
1889–1890. Jan Onyszko.
1890–1891. Józef Świdziński.
1891–1902. Józef Kulmatycki.
1902–1905. Jan Tohan.
1905–1906. Aleksander Lisowski.
1906–1914(?). Stefan Bozoki.